# Sergiusz (Abad)
Sergiusz, nazwisko świeckie Abad (ur. 4 listopada 1930 w Antiochii) – syryjski duchowny prawosławny, od 1996 metropolita Chile.

## Życiorys
Chirotonię biskupią przyjął w 1988 r.